# Памятник танку Т-34 (Тверь)
Памятник танку Т-34 находится на территории Заволжского сельского поселения Калининского района Тверской области России. Расположен между окраиной Твери и посёлком Заволжский на трассе М10 Москва — Петербург.
Был установлен в 1966 году, в честь 25-й годовщины освобождения Твери от немецкой оккупации. Танк стоит на постаменте, туда вмонтирована мемориальная доска с надписью:
«На этом рубеже в октябре 1941 года остановили врага воины 133 стрелковой дивизии, 8-й танковой бригады, 46 мотоциклетного полка и 934 стрелкового полка 256 стрелковой дивизии. Отсюда 5 декабря 1941 года 252 стрелковая дивизия перешла в наступление против немецко-фашистских захватчиков».

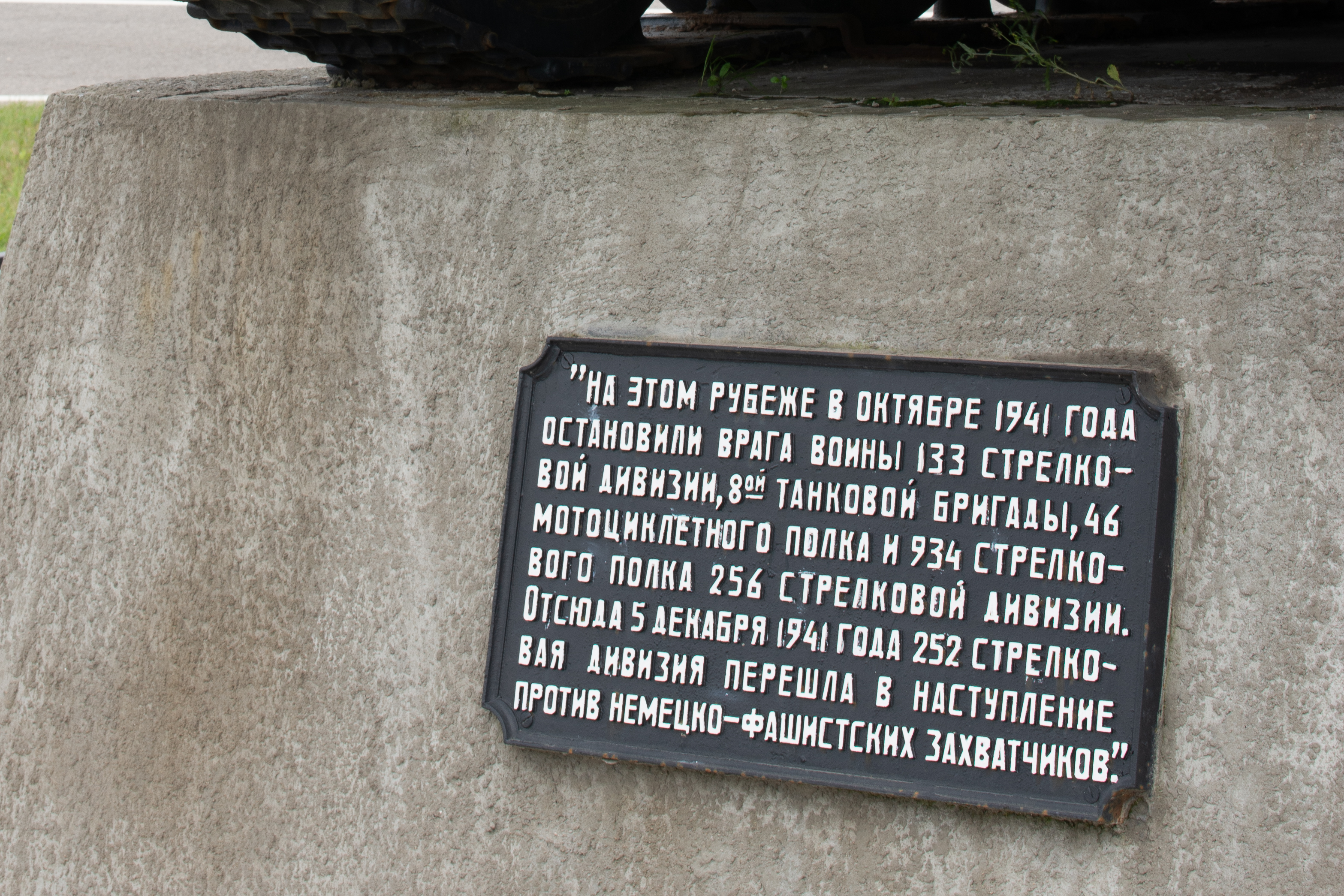
Доска с надписью на памятнике

На возведение танка-памятника властями города было выделено более 4-х миллионов рублей. По замыслу архитектора Антонова, комплекс должен был включать три части: в центре — монумент экипажу танка Т-34, справа — скульптура в честь защитников Твери, а слева — противотанковые ежи. Но проект не был полностью реализован.